# Hinzhausen
Hinzhausen (auch: Huntzweiler) ist der Name einer Wüstung bei Brücken, Traunen und Achtelsbach im Landkreis Birkenfeld in Rheinland-Pfalz.
Der Hof oder das Dorf Huntzweiler bzw. Hinzhausen wurde in den Jahren 1334 und 1387 urkundlich genannt, aber bereits 1438 als „wüst“ bezeichnet.
Einige Flurnamen bei Brücken, Traunen und Achtelsbach erinnern noch an den Ort.